# Phil Vaught
Phil Vaught, é um cantor americano de Country e Rock.

## Biografia
Phil Vaught cresceu em Kentucky. Filho de um ministro e de uma família muito musical, ele foi exposto a música muito cedo na vida. 
Desde muito jovem, Phil se apresentava na igreja. Aos 11 anos, seus pais compraram para ele um conjunto de tambores, e ele começou a tocar nos cultos da igreja e com os amigos em funções sociais. Logo depois, seus irmãos mais velhos começaram a lhe ensinar guitarra, e isso foi o início de tudo.
Além da música gospel, Phil foi exposto a muitos outros gêneros musicais. De seu pai, ele recebeu influências musicais de lendários artistas do país, como Hank Williams, Johnny Cash, Bill Monroe, The Statler Brother’s, e muitos outros. Já de seus irmãos, oito e dez anos mais velhos, ouviu Elvis Presley, The Beatles, Merle Haggard, Hank Williams Jr., Billy Joel, e Phil pegou algo de todos eles. 
Sua mãe e irmã, ambas músicas clássicas realizadas, também expuseram Phil a uma série de artistas populares de épocas atuais e passadas.
No momento em que Phil estava no colégio, ele começou a se apresentar em clubes locais e regionais, bem como instituições de caridades. 
Recém fora da escola, ele e a banda começaram a viajar, e Phil nunca olhou para trás.
Ele se tornou um músico bem estabelecido, e respeitado vocalista. 
Phil é conhecido em todo o país e no exterior, fazendo  mais de 200 shows por ano nos principais locais, nos Estados Unidos e no exterior. 
Phil tocou no palco no Wildhorse Saloon mais do que qualquer outro artista na história do local.
Seus shows são lotados, e em suas apresentações, Phil mistura suas próprias canções com alguns covers. 